# Světový pohár v rychlobruslení 2020/2021
Světový pohár v rychlobruslení 2020/2021 byl 36. ročník Světového poháru v rychlobruslení. Konal se v období od 22. ledna do 31. ledna 2021. Soutěž byla organizována Mezinárodní bruslařskou unií (ISU).
Všech šest mítinků, které se měly podle původního programu konat od listopadu 2020 do března 2021, ISU kvůli pandemii covidu-19 zrušila. V prosinci 2020 ISU rozhodla, že se závody Světového poháru 2020/2021 uskuteční na stadionu Thialf v Heerenveenu, a to během dvou po sobě následujících víkendů v lednu 2021. Program Světového poháru byl zároveň pro tuto sezónu zredukován: došlo ke zrušení závodů v týmovém sprintu a v rámci dlouhých tratí se neuskutečnily žádné starty na nejdelších distancích (10 km u mužů, 5 km u žen).

## Kalendář
| Místo               | Datum                  |
| ------------------- | ---------------------- |
| Tomaszów Mazowiecki | 13.–15. listopadu 2020 |
| Stavanger           | 20.–22. listopadu 2020 |
| Salt Lake City      | 4.–6. prosince 2020    |
| Calgary             | 11.–13. prosince 2020  |
| Čchang-čchun        | 17.–18. února 2021     |
| Heerenveen          | 6.–7. března 2021      |

| Místo      | Datum              | 500 m | 1000 m | 1500 m | 3 km/5 km | hromadný start | stíhací závod |
| ---------- | ------------------ | ----- | ------ | ------ | --------- | -------------- | ------------- |
| Heerenveen | 22.–24. ledna 2021 | 2×    | 1×     | 1×     | 1×        | 1×             | 1×            |
| Heerenveen | 29.–31. ledna 2021 | 2×    | 1×     | 1×     | 1×        | 1×             | 1×            |

## Výsledky – muži

### 500 m
| Místo          | 1. místo         | Čas      | 2. místo         | Čas      | 3. místo         | Čas      |
| -------------- | ---------------- | -------- | ---------------- | -------- | ---------------- | -------- |
| Heerenveen 1   | Dai Dai N'tab    | 34,55    | Laurent Dubreuil | 34,65    | Ruslan Murašov   | 34,66    |
| Heerenveen 2   | Arťom Arefjev    | 34,45    | Dai Dai N'tab    | 34,65    | Lennart Velema   | 34,74    |
| Heerenveen 1   | Pavel Kuližnikov | 34,47    | Laurent Dubreuil | 34,52    | Dai Dai N'tab    | 34,58    |
| Heerenveen 2   | Ronald Mulder    | 34,55    | Hein Otterspeer  | 34,59    | Laurent Dubreuil | 34,59    |
|                |                  |          |                  |          |                  |          |
| Celkové pořadí | Dai Dai N'tab    | 200 bodů | Laurent Dubreuil | 182 bodů | Ronald Mulder    | 180 bodů |

### 1000 m
| Místo          | 1. místo    | Čas      | 2. místo    | Čas      | 3. místo         | Čas     |
| -------------- | ----------- | -------- | ----------- | -------- | ---------------- | ------- |
| Heerenveen     | Thomas Krol | 1:07,48  | Kai Verbij  | 1:07,57  | Pavel Kuližnikov | 1:07,63 |
| Heerenveen     | Kai Verbij  | 1:07,35  | Thomas Krol | 1:07,58  | Laurent Dubreuil | 1:08,18 |
|                |             |          |             |          |                  |         |
| Celkové pořadí | Kai Verbij  | 114 bodů | Thomas Krol | 114 bodů | Hein Otterspeer  | 83 bodů |

### 1500 m
| Místo          | 1. místo    | Čas      | 2. místo      | Čas      | 3. místo      | Čas      |
| -------------- | ----------- | -------- | ------------- | -------- | ------------- | -------- |
| Heerenveen     | Thomas Krol | 1:43,24  | Patrick Roest | 1:44,45  | Kjeld Nuis    | 1:44,66  |
| Heerenveen     | Thomas Krol | 1:43,42  | Kjeld Nuis    | 1:44,22  | Patrick Roest | 1:44,75  |
|                |             |          |               |          |               |          |
| Celkové pořadí | Thomas Krol | 120 bodů | Kjeld Nuis    | 102 bodů | Patrick Roest | 102 bodů |

### 5000 m
| Místo          | 1. místo      | Čas      | 2. místo          | Čas     | 3. místo        | Čas     |
| -------------- | ------------- | -------- | ----------------- | ------- | --------------- | ------- |
| Heerenveen     | Patrick Roest | 6:05,14  | Sven Kramer       | 6:11,80 | Sergej Trofimov | 6:11,94 |
| Heerenveen     | Patrick Roest | 6:05,95  | Nils van der Poel | 6:08,39 | Sergej Trofimov | 6:10,86 |
|                |               |          |                   |         |                 |         |
| Celkové pořadí | Patrick Roest | 120 bodů | Sven Kramer       | 97 bodů | Sergej Trofimov | 96 bodů |

### Závod s hromadným startem
| Místo          | 1. místo         | Sprint. body (čas) | 2. místo     | Sprint. body (čas) | 3. místo       | Sprint. body (čas) |
| -------------- | ---------------- | ------------------ | ------------ | ------------------ | -------------- | ------------------ |
| Heerenveen     | Arjan Stroetinga | 60 b. (7:18,90)    | Livio Wenger | 40 b. (7:19,16)    | Bart Swings    | 20 b. (7:19,33)    |
| Heerenveen     | Jorrit Bergsma   | 63 b. (7:43,47)    | Bart Swings  | 40 b. (7:45,08)    | Livio Wenger   | 22 b. (7:45,21)    |
|                |                  |                    |              |                    |                |                    |
| Celkové pořadí | Bart Swings      | 302 bodů           | Livio Wenger | 280 bodů           | Jorrit Bergsma | 270 bodů           |

### Stíhací závod družstev
| Místo          | 1. místo                                                              | Čas      | 2. místo                                                              | Čas      | 3. místo                                               | Čas      |
| -------------- | --------------------------------------------------------------------- | -------- | --------------------------------------------------------------------- | -------- | ------------------------------------------------------ | -------- |
| Heerenveen     | Nizozemsko Sven Kramer Chris Huizinga Beau Snellink                   | 3:40,33  | Norsko Sverre Lunde Pedersen Allan Dahl Johansson Hallgeir Engebråten | 3:41,62  | Kanada Ted-Jan Bloemen Jordan Belchos Connor Howe      | 3:41,71  |
| Heerenveen     | Norsko Sverre Lunde Pedersen Allan Dahl Johansson Hallgeir Engebråten | 3:39,08  | Kanada Ted-Jan Bloemen Jordan Belchos Connor Howe                     | 3:39,94  | Rusko Danila Semerikov Sergej Trofimov Daniil Aldoškin | 3:41,40  |
|                |                                                                       |          |                                                                       |          |                                                        |          |
| Celkové pořadí | Norsko                                                                | 228 bodů | Nizozemsko                                                            | 206 bodů | Kanada                                                 | 204 bodů |

## Výsledky – ženy

### 500 m
| Místo          | 1. místo     | Čas      | 2. místo            | Čas      | 3. místo          | Čas      |
| -------------- | ------------ | -------- | ------------------- | -------- | ----------------- | -------- |
| Heerenveen 1   | Femke Koková | 37,08    | Angelina Golikovová | 37,30    | Heather McLeanová | 37,36    |
| Heerenveen 2   | Femke Koková | 37,27    | Angelina Golikovová | 37,30    | Olga Fatkulinová  | 37,40    |
| Heerenveen 1   | Femke Koková | 37,23    | Angelina Golikovová | 37,29    | Vanessa Herzogová | 37,40    |
| Heerenveen 2   | Femke Koková | 37,33    | Angelina Golikovová | 37,37    | Darja Kačanovová  | 37,63    |
|                |              |          |                     |          |                   |          |
| Celkové pořadí | Femke Koková | 240 bodů | Angelina Golikovová | 216 bodů | Olga Fatkulinová  | 177 bodů |

### 1000 m
| Místo          | 1. místo         | Čas      | 2. místo            | Čas     | 3. místo     | Čas     |
| -------------- | ---------------- | -------- | ------------------- | ------- | ------------ | ------- |
| Heerenveen     | Brittany Boweová | 1:13,60  | Jorien ter Morsová  | 1:13,94 | Femke Koková | 1:14,07 |
| Heerenveen     | Brittany Boweová | 1:13,96  | Angelina Golikovová | 1:14,05 | Femke Koková | 1:14,47 |
|                |                  |          |                     |         |              |         |
| Celkové pořadí | Brittany Boweová | 120 bodů | Jorien ter Morsová  | 97 bodů | Femke Koková | 96 bodů |

### 1500 m
| Místo          | 1. místo         | Čas      | 2. místo              | Čas      | 3. místo              | Čas      | Příp. další česká účast                    | Čas             |
| -------------- | ---------------- | -------- | --------------------- | -------- | --------------------- | -------- | ------------------------------------------ | --------------- |
| Heerenveen     | Brittany Boweová | 1:53,88  | Ireen Wüstová         | 1:54,57  | Antoinette de Jongová | 1:54,71  | 9. Martina Sáblíková 16. Nikola Zdráhalová | 1:55,48 1:57,76 |
| Heerenveen     | Brittany Boweová | 1:53,45  | Antoinette de Jongová | 1:53,81  | Ireen Wüstová         | 1:54,22  | 8. Martina Sáblíková 19. Nikola Zdráhalová | 1:56,24 2:02,53 |
|                |                  |          |                       |          |                       |          |                                            |                 |
| Celkové pořadí | Brittany Boweová | 120 bodů | Antoinette de Jongová | 102 bodů | Ireen Wüstová         | 102 bodů | 9. Martina Sáblíková 18. Nikola Zdráhalová | 66 bodů 47 bodů |

### 3000 m
| Místo          | 1. místo           | Čas      | 2. místo              | Čas      | 3. místo           | Čas     | Příp. další česká účast                    | Čas             |
| -------------- | ------------------ | -------- | --------------------- | -------- | ------------------ | ------- | ------------------------------------------ | --------------- |
| Heerenveen     | Irene Schoutenová  | 3:57,15  | Antoinette de Jongová | 3:58,52  | Joy Beuneová       | 3:58,90 | 4. Martina Sáblíková 13. Nikola Zdráhalová | 3:59,21 4:10,37 |
| Heerenveen     | Natalja Voroninová | 3:56,85  | Antoinette de Jongová | 3:58,90  | Irene Schoutenová  | 4:00,15 | 4. Martina Sáblíková                       | 4:00,59         |
|                |                    |          |                       |          |                    |         |                                            |                 |
| Celkové pořadí | Irene Schoutenová  | 108 bodů | Antoinette de Jongová | 108 bodů | Natalja Voroninová | 94 bodů | 5. Martina Sáblíková 24. Nikola Zdráhalová | 86 bodů 28 bodů |

### Závod s hromadným startem
| Místo          | 1. místo          | Sprint. body (čas) | 2. místo          | Sprint. body (čas) | 3. místo              | Sprint. body (čas) |
| -------------- | ----------------- | ------------------ | ----------------- | ------------------ | --------------------- | ------------------ |
| Heerenveen     | Irene Schoutenová | 64 b. (8:34,02)    | Ivanie Blondinová | 40 b. (8:34,46)    | Marijke Groenewoudová | 22 b. (8:34,57)    |
| Heerenveen     | Irene Schoutenová | 60 b. (8:21,75)    | Ivanie Blondinová | 41 b. (8:21,77)    | Jelizaveta Golubevová | 20 b. (8:22,03)    |
|                |                   |                    |                   |                    |                       |                    |
| Celkové pořadí | Irene Schoutenová | 300 bodů           | Ivanie Blondinová | 270 bodů           | Jelizaveta Golubevová | 236 bodů           |

### Stíhací závod družstev
| Místo          | 1. místo                                                          | Čas      | 2. místo                                                          | Čas      | 3. místo                                                       | Čas      |
| -------------- | ----------------------------------------------------------------- | -------- | ----------------------------------------------------------------- | -------- | -------------------------------------------------------------- | -------- |
| Heerenveen     | Kanada Ivanie Blondinová Isabelle Weidemannová Valérie Maltaisová | 2:56,71  | Nizozemsko Ireen Wüstová Carlijn Achtereekteová Melissa Wijfjeová | 2:57,04  | Norsko Ida Njåtunová Marit Fjellanger Bøhmová Ragne Wiklundová | 2:59,24  |
| Heerenveen     | Kanada Ivanie Blondinová Isabelle Weidemannová Valérie Maltaisová | 2:54,64  | Nizozemsko Ireen Wüstová Irene Schoutenová Antoinette de Jongová  | 2:55,58  | Norsko Ida Njåtunová Marit Fjellanger Bøhmová Ragne Wiklundová | 2:58,22  |
|                |                                                                   |          |                                                                   |          |                                                                |          |
| Celkové pořadí | Kanada                                                            | 240 bodů | Nizozemsko                                                        | 216 bodů | Norsko                                                         | 192 bodů |